# Козубенко Ігор Сергійович
Ігор Сергійович Козубенко (25 травня 1989, м. Ніжин, Чернігівська область — 24 лютого 2022, м. Ніжин, Чернігівська область) — український військовослужбовець, капітан Державної прикордонної служби України, учасник російсько-української війни. Кавалер ордена «За мужність» III ступеня (2022, посмертно).

## Життєпис
Старший помічник керівника польотів групи керівництва польотів Спеціального авіаційного загону Оперативно-рятувальної служби цивільного захисту ДСНС України.
Навчався в Ніжинській загальноосвітній школі № 3 та в Ніжинському авіаційному ліцеї при загальноосвітній школі № 15. Закінчив Національний авіаційний університет за спеціальністю «інженер авіаційного руху». Проходив стажування в Одеському міжнародному аеропорту.
У 2012 році склав військову присягу, отримав звання молодшого лейтенанта та посаду помічника керівника польотів на Ніжинський авіабазі. На службі в структурі ДСНС України з 2014 року.
Під час загибелі знаходився на посаді старшого помічника керівника польотів групи керівництва польотів Спеціального авіаційного загону Оперативно-рятувальної служби цивільного захисту ДСНС України. Капітан служби цивільного захисту Ігор Козубенко 23 лютого 2022 року заступив на бойове чергування щодо пошуково-рятувального забезпечення в єдиній системі проведення авіаційних робіт із пошуку, рятування та пожежогасіння на аеродромі «Ніжин». Вночі 24 лютого з боку російської федерації розпочався масований ракетний обстріл по об'єктах інфраструктури міста Ніжин. Пряме влучання крилатої ракети типу «Калібр» сталося близько 5:30 ранку. Ворог поцілив двічі у командно-диспетчерський пункт. Ігор Козубенко встиг наказати покинути палаюче приміщення.

## Нагороди
- орден «За мужність» III ступеня (28 лютого 2022, посмертно) — за особисту мужність і самовіддані дії, виявлені у захисті державного суверенітету та територіальної цілісності України, вірність військовій присязі[2].